# Sigfred (re danese 812)
Sigfred (... – 812) fu un aspirante al trono danese nell'812. Il suo breve regno scatenò un periodo di lotte al trono in Danimarca che durò fino all'827.

## Lignaggi reali in competizione
All'inizio del IX secolo, re Gudfred aveva trasformato la Danimarca in una potenza in espansione che minacciava le posizioni carolingie in Frisia, Sassonia e nelle terre slave. Tuttavia, il regno non era strettamente ereditario poiché i governanti venivano scelti da assemblee di capi e contadini. Oltre alla stirpe di Gudfred, un altro lignaggio lottava per il potere. I membri basavano la loro pretesa sulla parentela con un precedente re, Harald, che potrebbe aver regnato nell'VIII secolo. Poiché le stirpi di Gudfred e Harald portavano spesso gli stessi nomi (come Gudfred e Hemming), erano probabilmente imparentate.

## Crisi di successione
Il nipote e successore di Gudfred, Hemming, ebbe un regno breve e pacifico e morì nell'812. Si sa che aveva due fratelli chiamati Håkon e Angantyr, ma non si sa altro di loro. Un altro nipote di Gudfred, Sigfred, aspirava a succedergli. Fu però sfidato da un altro pretendente, Anulo (Ale), che era un abiatico o nipote (nepos) di Harald e probabilmente il figlio del capo Halfdan che si sottomise a Carlo Magno nell'807. I due re rivali convocarono i loro seguaci e si scontrarono in un'enorme battaglia che, secondo gli Annales Regni Francorum, costò la vita a 10.940 uomini da entrambe le parti. Se ciò fosse corretto, questo avrebbe significato una notevole perdita, per quest'epoca, di uomini abili. Sia Sigfred che Anulo furono uccisi nella battaglia. Tuttavia, l'esercito di Anulo vinse ei suoi fratelli Harald Klak e Ragnfred vennero elevati a sovrani del regno danese. I nuovi governanti cercarono subito l'amicizia con l'impero carolingio. Tuttavia, furono presto sfidati dai cinque figli di Gudfred e furono espulsi l'anno successivo.

## Storiografia successiva
Sigfred e Anulo sono menzionati dallo storico Adamo di Brema nel 1075 circa,  che credeva che fossero entrambi nipoti di Gudfred. Le Gesta Hammaburgensis Ecclesiae Pontificum di Adamo erano note ad alcuni scrittori norreni dell'Alto Medioevo che elaborarono i dati da lui forniti. Così l'insolito nome di Anulo fu erroneamente interpretato come Hring (dal latino annulus che significa "anello") mentre Sigfred venne identificato con il nome medievale comune Sigurd. Vari elenchi di re come il Gesta Danorum di Saxo Grammaticus (1200 circa) combinano i nomi di Sigurd Hring e presentano questa figura come il padre e il predecessore del famoso sovrano vichingo Ragnar Lodbrok, confuso con lo storico Ragnfred.